# Gårdsmusikant
Gårdsmusikant kallades en musiker som gick runt på innergårdarna i en stad eller tätort och spelade sina melodier. 
Spelmannens ”honorar” bestod oftast av mynt som kastades ner av lyssnarna från husens fönster. Dragspel var det vanligaste musikinstrumentet, ofta tillsammans med gitarr, men även andra instrument (t.ex. fiol) förekom, liksom mindre grupper av gårdsmusikanter.
Det medeltida ordet musikant används företrädesvis i detta sammansättning, samt det besläktade ordet gatumusikant. 
Gårdmusicerandet har gamla anor, och senare tiders dragspelare föregicks bland annat av positivhalare som vevade fram sina melodier, och även kunde sälja så kallade ”lyckobrev”, ibland överlämnade till köparen av en fastkedjad, dresserad apa.
Många äldre personer har vittnat om, att gårdsmusikanten var den som först lät dem uppleva så kallad levande musik. Barn och ungdomar med musikintresse kunde följa spelmannen på hans vandring genom samhället. En mor berättade att ”när jag hörde en dragspelare på gården förstod jag att ungen var borta resten av dan”. Just denna ”unge” debuterade några år senare som dragspelare i en dansorkester, 12 år gammal och klädd i kortbyxor.